# Tetiana Zavalij
Tetiana Zavalij, född den 24 september 1981 som Tetiana Zavalij och tidigare aktiv som Tetiana Antypenko, är en ukrainsk längdåkare. Zavalij har tävlat i världseliten sedan 2000. Hon har deltagit i tre olympiska spel.